# 陸奥部屋
陸奥部屋（みちのくべや）は、かつて存在した日本相撲協会の相撲部屋。

## 沿革

### 3代・4代時代
明治時代からの伊勢ノ海系統の陸奥部屋からは、昭和に入って関脇・大潮が出た。大潮は1937年（昭和12年）から二枚鑑札で陸奥部屋を継承し、若潮を幕内まで昇進させたが、それ以外に幕内力士を出すことはできず、1960年（昭和35年）に部屋を閉鎖して自身は時津風部屋へ移籍した。その縁で、陸奥の年寄名跡は時津風一門に属するようになった。

### 7代～9代時代

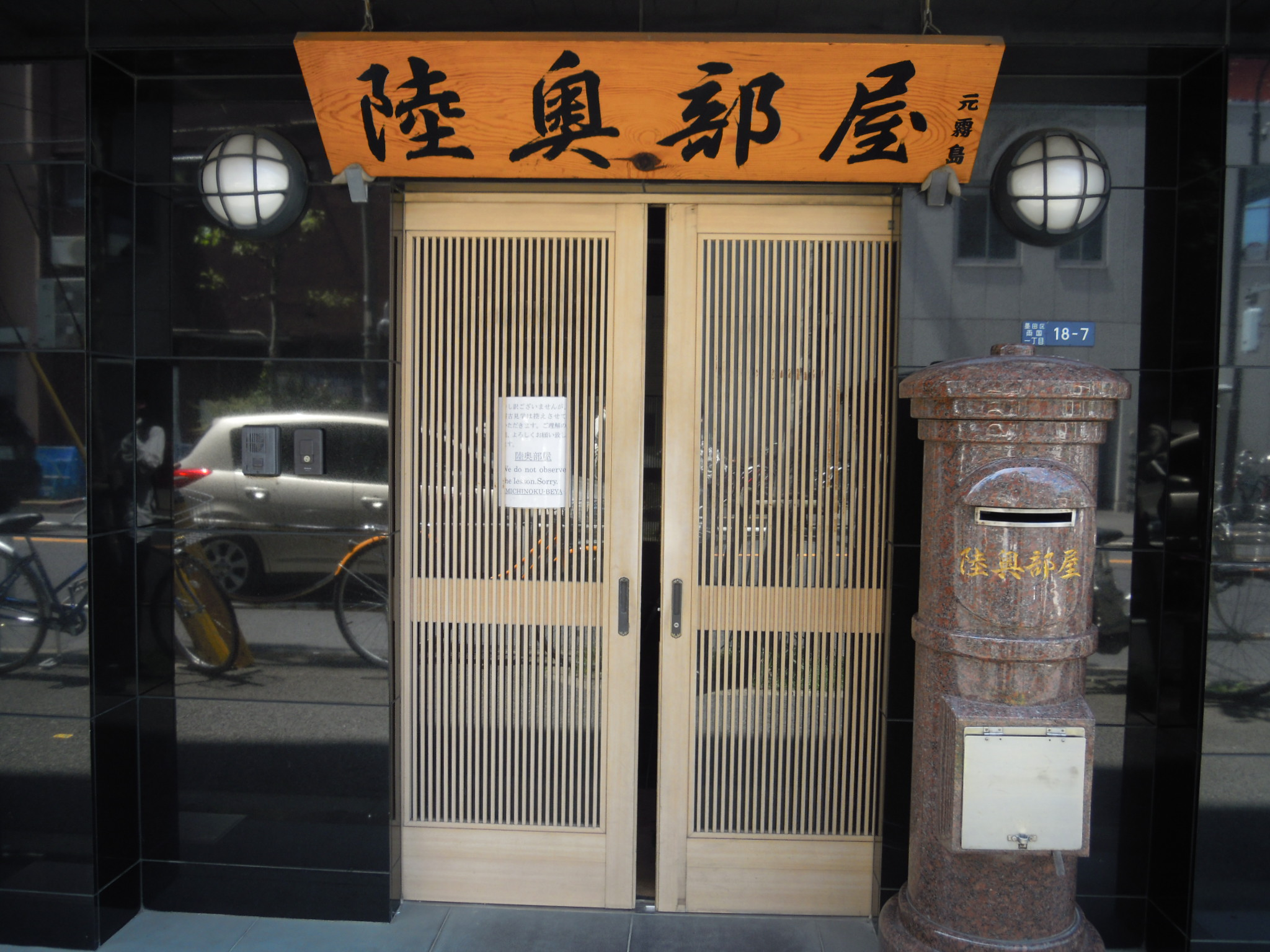
陸奥部屋（9代時代）

1947年6月に元幕内・鶴ヶ嶺が現役を引退し年寄・11代井筒を襲名して再興された井筒部屋は関脇・鶴ヶ嶺や幕内・逆鉾、太刀風などの関取を育て上げた。
1972年3月に11代井筒が死亡すると、その後継者を巡って意見が一致せずに、部屋付き親方であった10代井筒時代からの弟子・5代陸奥（元幕内・星甲）が12代井筒を襲名して部屋を継承。対して8代君ヶ濱（元関脇・鶴ヶ嶺）は分家独立して君ヶ濱部屋を創設した。当時2人いた幕内力士のうち、大雄は井筒部屋に残り、錦洋は君ヶ濱部屋へ移籍。また22代式守伊之助およびその弟子の行司も君ヶ濱部屋へ移籍した。
その後、12代井筒は1974年4月に年寄名跡を返上して7代陸奥を襲名し、同時に部屋の名称も陸奥部屋へと改称した。
7代は1991年（平成3年）2月に日本相撲協会の停年（定年）を迎えたことに伴い、その直前となる同年1月場所限りで11代井筒時代に同部屋に入門した星岩涛が現役を引退し、同年2月に年寄・8代陸奥を襲名して部屋を継承した。8代が師匠を務めた時期には、7代時代からの弟子であるアルゼンチン出身の星誕期と星安出寿が十両へ昇進したが、幕内力士は出せなかった。8代陸奥は1997年12月に井筒部屋の部屋付き親方である10代勝ノ浦（元大関・霧島）に部屋を譲渡して日本相撲協会を退職した。10代勝ノ浦は9代陸奥を襲名して部屋を継承すると共に、部屋を両国駅前の旧両国予備校の校舎の1棟として使われていた建物に移転した。2000年9月には14代立田川（元関脇・青ノ里）の停年退職によって閉鎖された立田川部屋を吸収合併した。さらに2019年9月場所中に、9代陸奥の弟弟子である15代井筒（元関脇・逆鉾）が急死し、師匠が不在となった井筒部屋が閉鎖されたため、同部屋に所属していた横綱・鶴竜を含む力士3人と床山1人を引き取った。この受け入れで11代井筒逝去後に分裂した部屋が再び一つとなった。
9代が師匠に就任して以降は、序二段時代に立田川部屋から移籍してきた白馬が小結へ昇進している。部屋の生え抜きの力士としては、2008年1月場所において霧の若が新十両へ昇進し、9代が育てた力士としては初の関取となった。それから丸12年後の2020年1月場所において霧馬山が幕内に昇進し、9代が育てた力士としては初の幕内力士となった。その後、霧馬山は2021年11月場所に新三役に昇進、2023年3月場所で初優勝、2023年7月場所に大関昇進を果たし、9代の現役時代の四股名である霧島に改名した。
2023年12月27日、部屋付きの第71代横綱鶴竜（横綱5年により現役名で年寄襲名）が、24代音羽山を襲名すると同時に独立し、音羽山部屋を新設した。
2024年4月2日、9代陸奥の停年（定年）退職を翌日に控えて、陸奥部屋は閉鎖されることになった。閉鎖に当たって、9代陸奥は所属力士に対する意向の調査を行っており、この結果所属力士8人中4人が引退、残った4人の力士及び9代陸奥、部屋付き親方、若者頭、世話人、呼出、床山は音羽山部屋、荒汐部屋、伊勢ノ海部屋、追手風部屋の4部屋に分かれて転籍をすることになった。
陸奥部屋からの転籍の一覧
| 転籍先       | 協会員                                                                       |
| ------------ | ---------------------------------------------------------------------------- |
| 音羽山部屋   | 9代陸奥 霧島（大関） 福ノ里（若者頭） 勇輝（世話人） 慎（呼出） 床大（床山） |
| 荒汐部屋     | 17代浦風 神谷（西三段目49） 霧乃華（西序二段69）                             |
| 追手風部屋   | 12代立田山                                                                   |
| 伊勢ノ海部屋 | 日煌（東序二段2）                                                            |
| 引退         | 大日堂（東三段目35） 筑零扇（東序二段75） 霧丸（西序ノ口2）                  |

### 閉鎖後
2024年6月1日より、13代中村（元関脇嘉風）が新設した中村部屋がかつての部屋施設を使用している。

## 不祥事
- 2008年1月場所中、十両（当時）・豊桜が調理用のお玉で部屋の弟弟子を殴り、頭部にけがを負わせた暴行問題で、5月29日の協会の臨時理事会の結果、豊桜本人が30％×3カ月の減俸処分を受けた他、陸奥が監督責任により譴責処分となった[11]。
- 大相撲八百長問題において、所属する白馬、豊桜、十文字、霧の若が八百長に関与したとされ、日本相撲協会より引退勧告を受け引退した。師匠の9代陸奥（元大関・霧島）は理事から委員へ降格された。

- 2023年5月場所前、部屋の幕下力士が部屋の三段目（当時）・安西（後の日煌）に日常的に暴行を加えていたと『週刊新潮』が報じた。安西は2023年始に陸奥に相談し、1月場所後に相談の末、安西の「一緒に生活するのは無理」という訴えが聞き入れられ、部屋では幕下力士を引退させる方向で折り合いが付いたが、4月に断髪式も開催されてまるで円満引退のように幕下力士が部屋から送り出されたことに疑問を抱き、安西は兄弟子である大日堂に勧められて相撲協会コンプライアンス委員会の弁護士に連絡を入れた。陸奥は「やった方は暴行じゃなくて指導のつもり。それは家庭でもあるじゃないですか。家庭の兄弟げんかと一緒なんですよ」とこの件を認識しているとのこと[12][要ページ番号]。
  - 『週刊新潮』が報じた内容にコンプライアンス部長の花籠親方（元関脇・太寿山）が後に対応している。対応によると暴力事件も断髪式を終えて加害者力士が引退していることも事実であり、安西への暴力については1月には、花籠にも話が伝わっていた。その後、加害者力士が引退することが決まり、花籠は収束したという認識だったという。だが安西から外部の弁護士らが窓口のコンプライアンス委員会に訴えがあり、花籠が聴き取りを行ったのが4月23日頃で、その後4月25日になって外部のコンプライアンス委員会から安西の訴えが取り下げられたとの連絡が入った。加害者力士が引退、被害者力士がコンプライアンス委員会への訴えを取り下げたことで、今後は追加の聴き取りなどは行われない予定となった[13]。5月10日、陸奥はこの問題について「（進展は）ない」と答えた[14]。
  - 6月23日、日本相撲協会はこの幕下力士の暴力行為問題について、両国国技館で臨時理事会を開き、陸奥に報酬減額（20％×3カ月）の処分を課すことを決めたと発表した[15]。協会の調査内容詳細には「A（安西)から暴力被害の申告を受けた際も、直ちに自らB(幕下力士)に対し事実確認をしたうえ、Bを引退させることを想定し、花籠部長に暴力事案の発生を報告しており、この時の報告が詳細にわたるものでなかった点に問題はあるものの、隠蔽を疑わせる事情までは認められない」とされつつも「陸奥親方は、平成20年5月、関取の弟弟子に対する暴行事件により、監督責任を問われて懲戒処分を受けているのであるから、より一層、弟子らの指導監督に努めるべきであったと言うべきであり、過去の処分歴等を教訓とすることができていなかったとのそしりを免れない」と記されている。加害者の幕下力士は引退を認めるものの、引退勧告相当であったことを確認した。なお、幕下力士は、若年で将来がある点を考慮され、公式発表上は匿名とした[16]。

## 師匠
- 7代：陸奥良夫（みちのく よしお、前4・星甲、千葉）
- 8代：陸奥祐二（みちのく ゆうじ、前14・星岩涛、鹿児島）
- 9代：陸奥一博（みちのく かずひろ、大関・霧島、鹿児島）

## 力士
7代～9代時代の力士のみ記載。太字は現役。（※は立田川部屋からの移籍）

### 幕内
横綱
- 鶴竜力三郎（モンゴル）9代弟子、井筒部屋（2019年閉鎖）から移籍

大関
- 霧島鐵力（モンゴル）9代弟子、音羽山部屋に転籍

小結
- 白馬毅（モンゴル）9代弟子※（入門前に陸奥部屋で見習い修行の経験あり）

前頭
- 敷島勝盛（前1・千葉）9代弟子※
- 豊桜俊昭（前5・広島）9代弟子 ※
- 十文字友和（前6・青森）9代弟子※
- 星岩涛祐二（前14・鹿児島）7代弟子、井筒部屋（1974年改称）時代に入門
- 琉鵬正吉（前16・沖縄）9代弟子※

### 十両
- 星安出寿保世（十2・アルゼンチン）7代、8代、9代弟子
- 星誕期偉真智（十3・アルゼンチン）7代、8代、9代弟子
- 霧の若太郎（十4・熊本）9代弟子